# شیر بلفور
شیر بلفور، در بلفور، فرانسه، یک مجسمه یادبود اثر فردریک بارتولدی، (مجسمه‌ساز تندیس آزادی) است.

## بررسی اجمالی
ساخت این مجسمه در سال ۱۸۸۰ به پایان رسید و کاملاً از ماسه سنگ قرمز ساخته شده‌است. بلوک‌هایی که مجسمه از آنها ساخته شده به صورت جداگانه تراشیده شده، سپس به زیر قلعه بلفور منتقل شده و به هم پیوسته‌است. این مجسمه عظیم با طول ۲۲ متر و ارتفاع ۱۱ متر، بر چشم‌انداز محلی حاکم است.
این شیر نماد مقاومت قهرمانانه فرانسه در جریان محاصره بلفور و حمله ۱۰۳ روزه پروس (از دسامبر ۱۸۷۰ تا فوریه ۱۸۷۱) است. این شهر فقط توسط ۱۷۰۰۰ مرد (که فقط ۳۵۰۰ نفر از آنها ارتشی بودند) به رهبری سرهنگ دنفرت-روشرو در برابر ۴۰۰۰۰ پروسی محافظت می‌شد.
به دنبال اعتراضات آلمان، مجسمه به جای اینکه بنا به فلسفهٔ ساختش به سمت پروس یا شرق باشد، به سمت دیگر چرخانده شد.
نسخه‌های کوچکتر این مجسمه در پاریس و در مونترال وجود دارد.

## نگارخانه

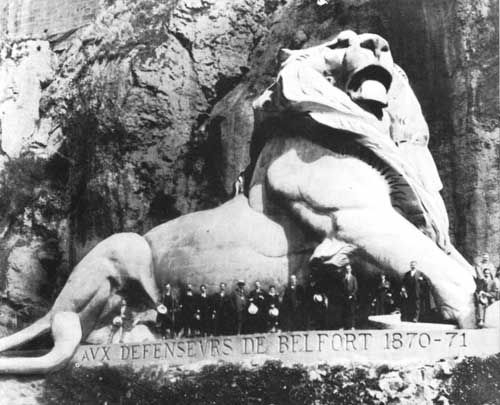
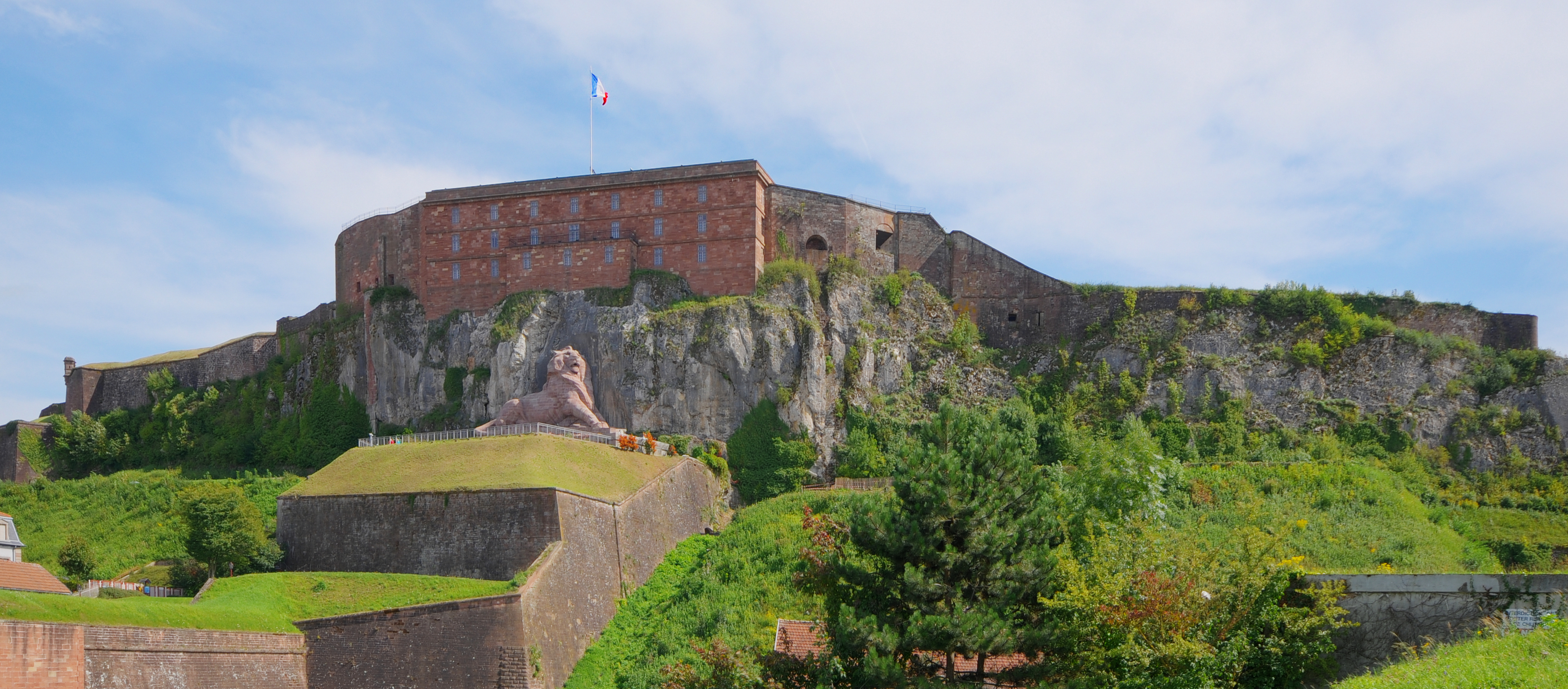
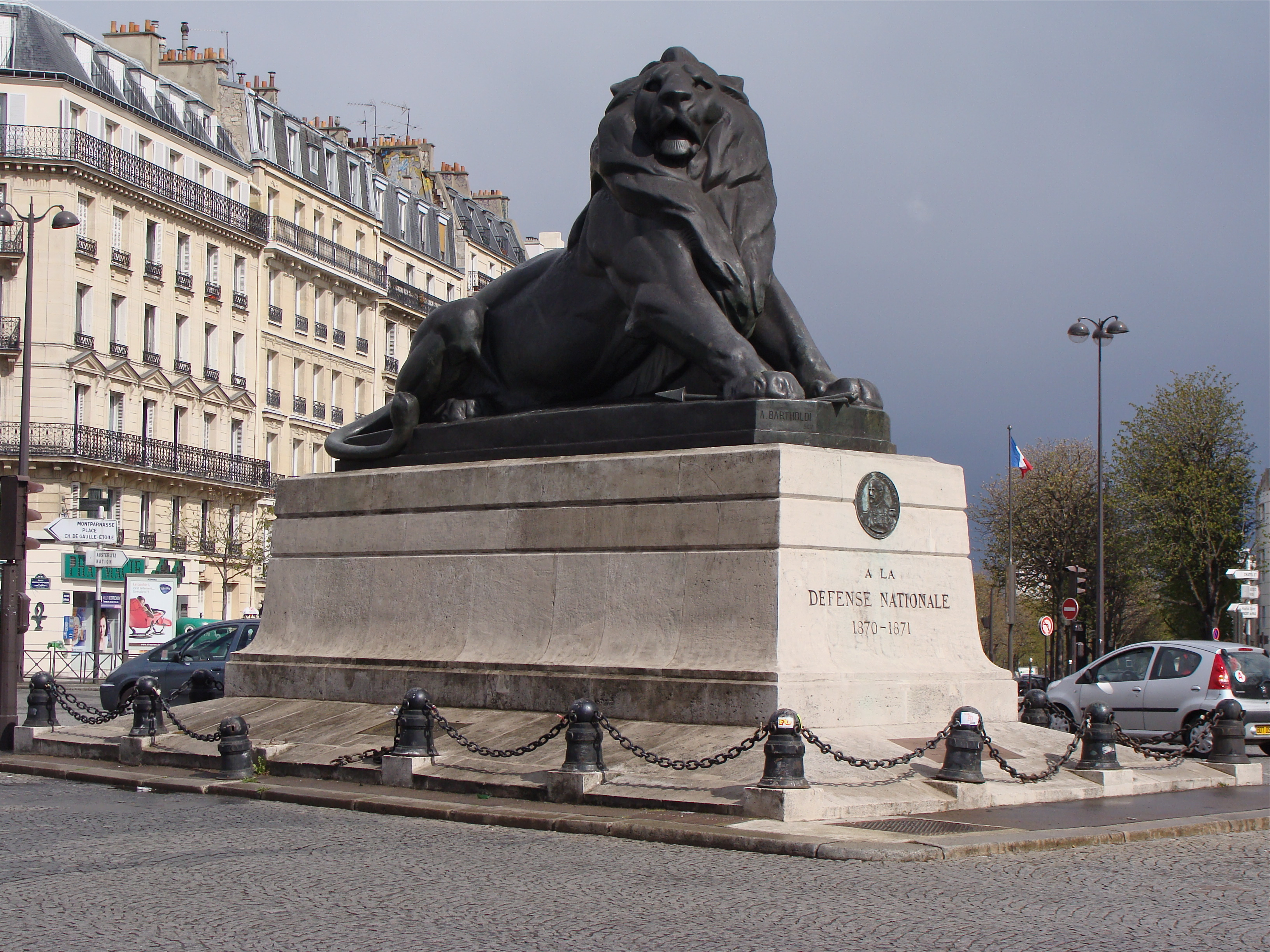
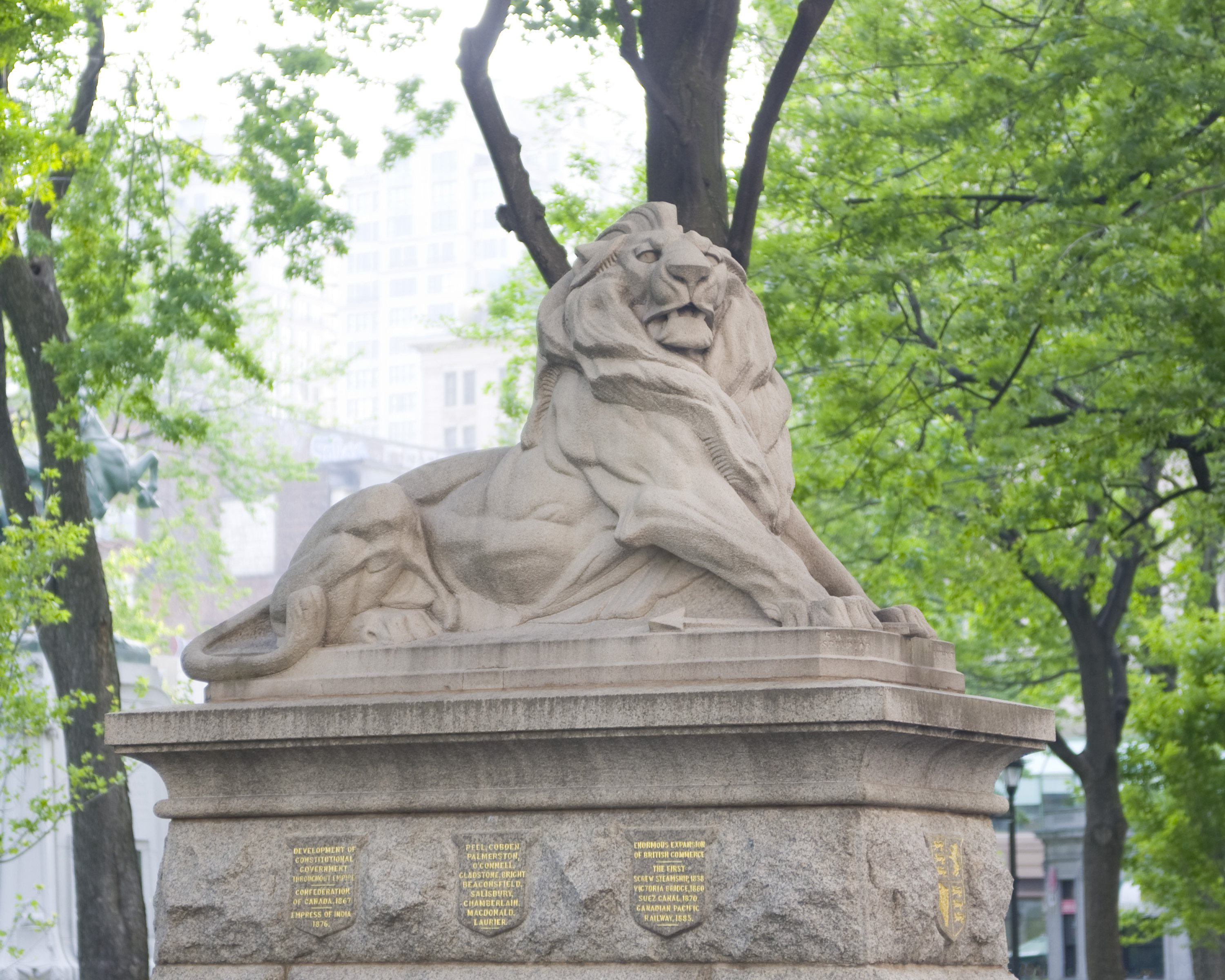
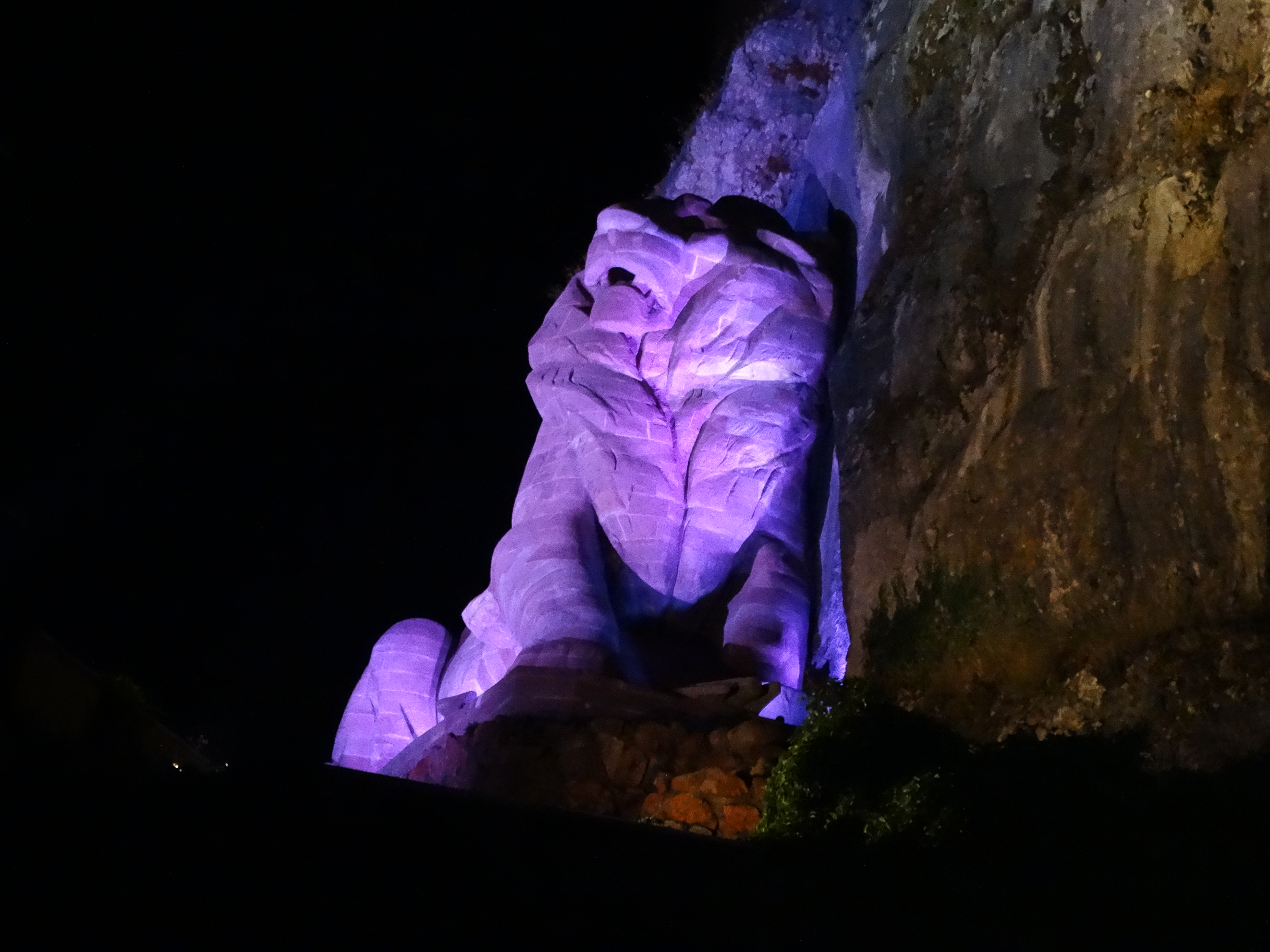
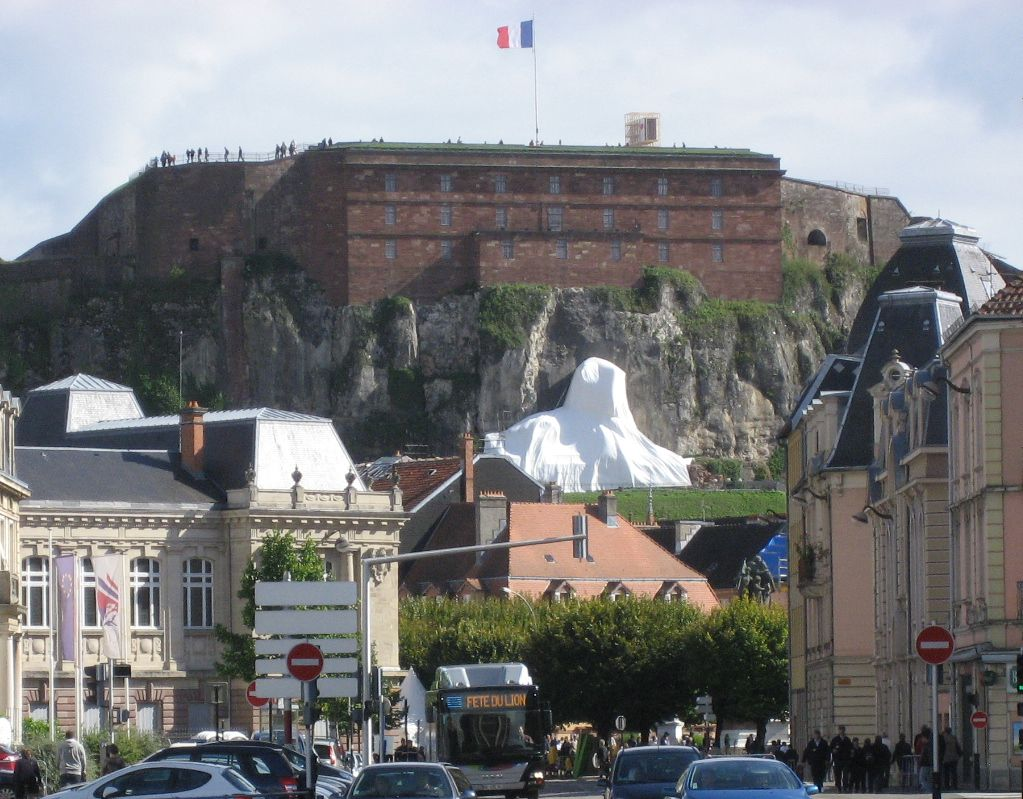